# Mesa de corte

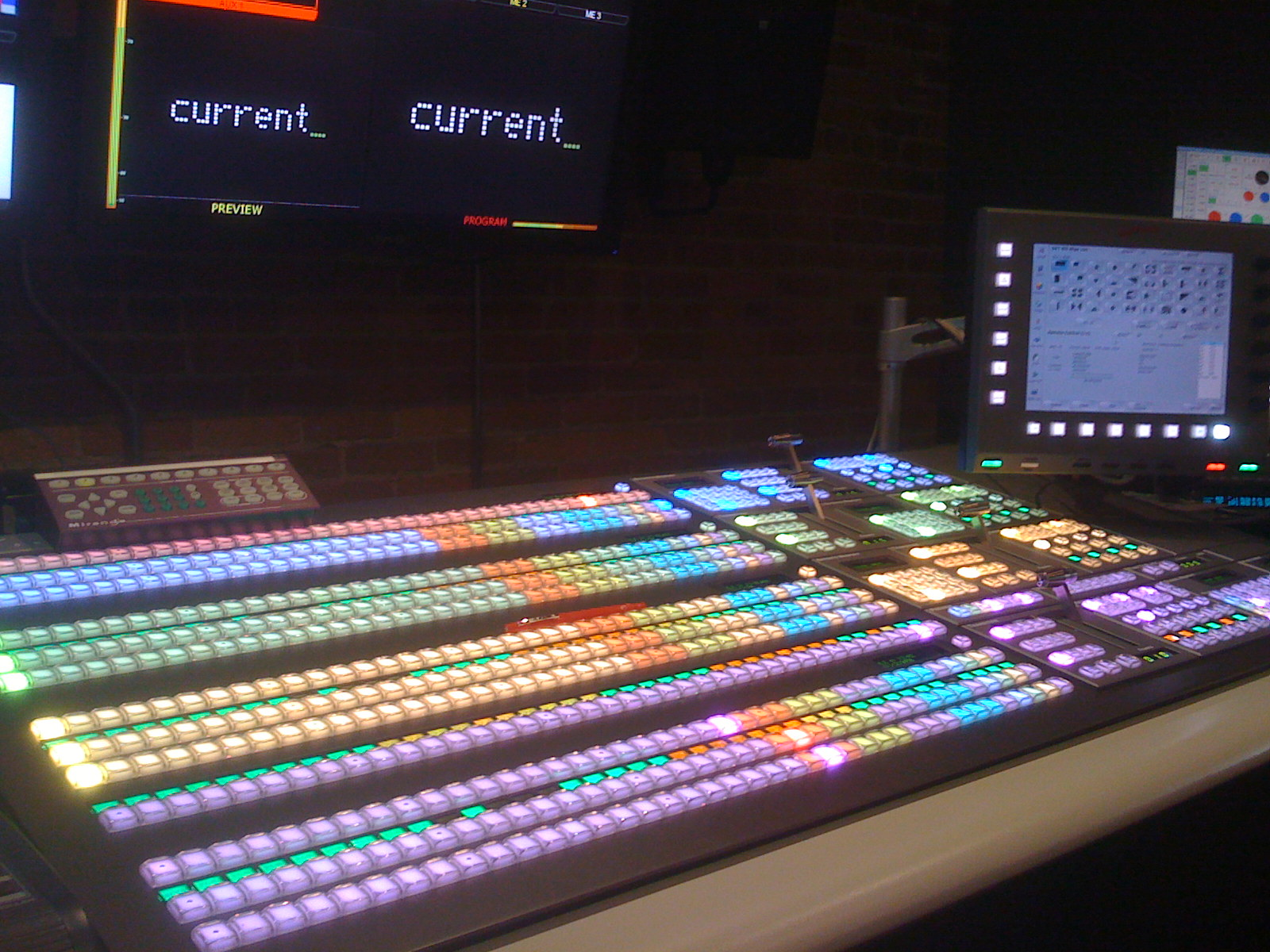

A mesa de corte (também chamada de switcher de vídeo, mixer vídeo ou switcher de produção) é um equipamento usado para selecionar entre vários tipos de video, e em alguns casos adiciona efeitos especiais, fazendo mix de vídeo, semelhante ao remix, usando amplamente em áudios.
Normalmente, uma mesa de corte é encontrada em ambientes de produção na televisão. Proporciona uma facilidade de transmissão, na criação de comerciais, entre outros usos.